# 折扣經紀
折扣經紀（英語：Discount brokerage），又稱作折讓經紀、低收費經紀或減傭經紀，為提供、不限於股票買賣服務，其佣金水平較一般經紀來得低，通常沒有提供全面的股票分析服務。互联网普及後，電子交易興起，使低佣金收費的經紀日漸增加，提供中產階級進行投資時有更多選擇。

## 各國折扣經紀

### 美國
- Bestinvest
- Charles Schwab Corporation
- Clubfinance
- E-Trade
- Fidelity Investments
- Firstrade Securities（第一证券）于2018年开始提供美股零佣金服务
- Hargreaves Lansdown
- IDealing
- Interactive Brokers（盈透證券）
- PTI Securities & Futures
- Scottrade
- ShareBuilder
- SogoTrade
- TD Ameritrade
- TradeKing
- Vanguard Brokerage Services（領航投資）

### 香港
- 一通證券
- 耀才證券
- 金道投資
- 永豐金融

### 台灣
- 鑫豐證券
- 犇亞證券

## 可能風險
1990年代，香港有數家證券行倒閉，如百富勤投資和福權證券等，證券行資產較不豐厚，存有倒閉的風險。目前證監會旗下的投資者賠償有限公司持有投資者賠償基金，對於因交易所參與者及非交易所參與者、持牌中介人及認可財務機構的違責事項等，造成投資人受損，提供每名投資人上限15萬港元的賠償。在2020年1月1日或之後發生的違責事件，每名投資人獲得的賠償上限會由15萬港元提高至50萬港元。